# ويليام ويليامز، البارونيت الأول لكارس
كان اللواء السير ويليام ويليامز، البارونيت الأول والحائز على وسام فارس الصليب الأكبر (من 4 ديسمبر حتى 26 يوليو 1883) قائدًا من نوفا سكوشا وهو عسكري بريطاني شهير ظهر في العصر الفيكتوري.
وهو معروف بجلده في دفاعه عن مدينة كارس (قارص) خلال حرب القرم. وكان هو وغيره من الضباط البريطانيين مصدر إلهام الجنود الأتراك ممن ليس لديهم معدات كافية لصد الهجمات الروسية من اللواء مورافيوف على المدينة المحاصرة لمدة ثلاثة شهور مما تسبب في وقوع 6000 ضحية روسية. وأجبروا على الاستسلام بسبب تضورهم جوعًا وانتشار الأمراض ونقص الذخيرة، وبالرغم من ذلك فقد استسلموا بشروطهم مع السماح للضباط بالاحتفاظ بسيوفهم. سجن ويليامز في ريازان لكنه عومل بطريقة جيدة وأطلق سراحه في نهاية حرب القرم في عام 1856، وقبل عودته للوطن قابل القيصر ألكسندر الثاني. وحصل السير ويليام على الكثير من الأوسمة وكان من الجيد في 1856 تعيينه النائب الأول لحاكم نوفا سكوشا، حيث ولد في مطلع القرن التاسع عشر. صورة رسمها ويليام جوش لمبنى البرلمان، هاليفاكس، ونوفا سكوشا ولا تزال هذه الصورة معلقة حتى اليوم في بيت المحافظ في هاليفاكس.

## النشأة
ولد في أنابوليس رويال، نوفا سكوشا، وهو النجل الثاني لجنرال المفوض توماس ويليامز ورئيس ثكنة عسكرية في هاليفاكس مقاطعة نوفا سكوشا في كندا. مع ذلك كانت هناك شائعة منتشرة أنه ابن الأمير إدوارد دوق كينت وستراثيرن; مما يجعله أخًا للملكة فكتوريا من الأب. ولم ينكر ويليامز ذلك، لكن لم يثبت صحة أي من هذا.

## الحياة العملية
تلقى ويليامز تعليمه في الأكاديمية العسكرية الملكية في ولويتش. والتحق بسلاح المدفعية الملكية برتبة ملازم ثانٍ في عام 1825، وأدى خدمته في إعارة إلى تركيا في عام 1841 وعُين نقيبًا في ترسانة الأسلحة في القسطنطينية. وكان المفوض البريطاني في المؤتمرات التي سبقت معاهدة أرضروم في عام 1847، كما كان مفوضًا في تسوية الحدود العثمانية الإيرانية في عام 1848 (ترقية استثنائية لرتبة مقدم).

### حرب القرم

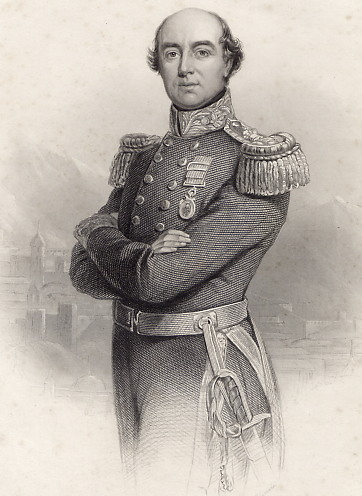
ويليام ويليامز

بعد أن ترقى لرتبة عقيد كان المفوض البريطاني مع الجيش التركي في الأناضول في حرب القرم (الحرب الروسية) من 1854-1856، وحصل على لقب باشا (لواء/محافظ/لورد) مع درجة فريق، وكان هو القائد العملي للأتراك في أثناء الدفاع عن كارس، وصد العديد من الهجمات الروسية بقيادة اللواء الروسي مورافيوف أمورسكي]. خطط مورافيوف من البداية لشن هجوم مباشر على المدينة، لكن نظرًا لشراسة الجنود الأتراك قرر الحد من الخسائر الروسية بتغيير خطته إلى حصار كارس (حتى لا يتم الخلط بينها وبين معركة كارس)، واستمر هذا الحصار خمسة أشهر، ولكن تسبب البرد والكوليرا والمجاعة والشعور باليأس وعدم وصول النجدة في اضطرار ويليامز للاستسلام استسلام الشرفاء في 28 نوفمبر 1855.
شارك ويليامز في هذا الدفاع المشرف عن المدينة حتى صرح الكونت مورافيوف بقوله «اللواء ويليام لقد حفرت اسمك في التاريخ وسوف تقف الأجيال القادمة مندهشة أمام قوة احتمالك وشجاعتك والانضباط الذي كان ضروريًا فيما تبقى من الجيش.» 
ومنح لقب البارون ومعاشًا مدى الحياة ووسام القائد الفارس، والصليب الأكبر لوسام جوقة الشرف ووسام مجيدي التركي ووسام تحرير مدينة لندن مع سيف الشرف والدرجة الفخرية دكتوراه في القانون المدني من جامعة أوكسفورد، كل هذه أوسمة وألقاب أنعم عليه بها لبسالته.
وترقى لرتبة اللواء الركن في نوفمبر 1855 لدى عودته من الأسر في روسيا، وعين قائدًا في ولويتش وممثلا لضاحية كالن في الدورة البرلمانية من 1856 إلى 1859.
في الفترة السابقة للحرب الأهلية الأمريكية، من 1859 إلى 1864, شغل منصب القائد العام في أمريكا الشمالية، وكان مسؤولا عن الاستعدادات للحرب مع الولايات المتحدة في حالة انهيار العلاقات. ومن أكثر الأوقات توترًا للعلاقات كانت خلال قضية ترينت.
وأصبح لواء ركن وقائدًا عقيدًا في سلاح المدفعية الملكية في عام 1864، وأصدر أوامره للقوات في كندا من 1859 إلى 1865.

## منصب الحاكم

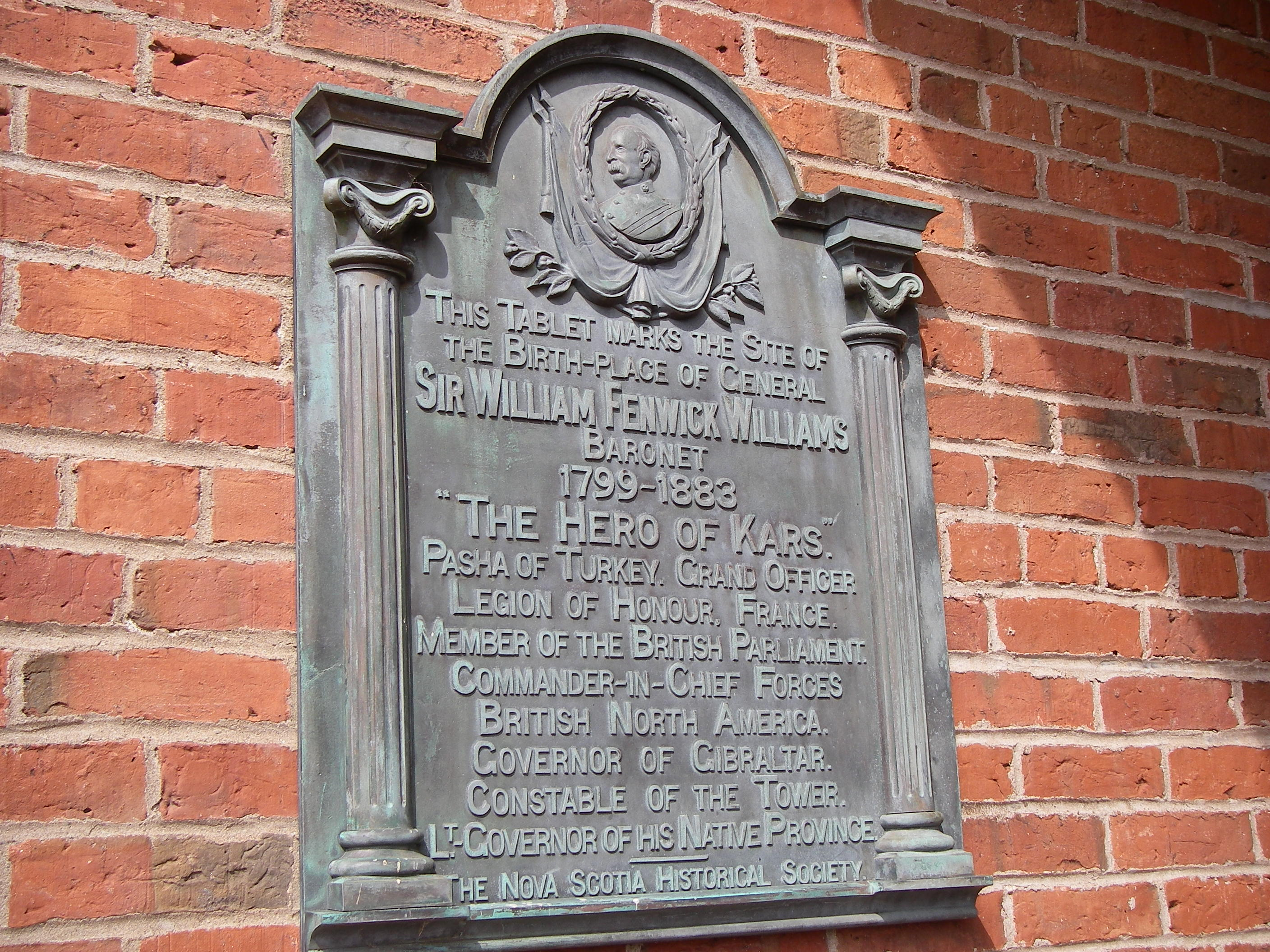
لوحة تكريم السير وليام وليامز فينويك، أنابوليس رويال، نوفا سكوشا

شغل منصب حاكم نوفا سكوشا في الفترة من 1865 إلى 1867. وبعد الكنفيدرالية الكندية في 1867، عين ويليامز النائب الأول لحاكم نوفا سكوشا حاكم في الفترة جبل طارق من سبتمبر 1870 إلى 1876. وكان فارس الصليب الأكبر في عام 1871 وكونستابل برج لندن في عام 1881.

## وفاته
توفى في فندق في بول مول في 26 يوليو 1883 ودفن في مقبرة برومبتون.

## الإرث
- قرية كارس، أونتاريو
- شارع كارس، بورت ويليامز، نوفا سكوشا
- شارع كارس، مقاطعة كينجز، نوفا سكوشا
- شارع فينويك، هاليفاكس
- برج فينويك (هاليفاكس)
- لوحة شرف في مسقط رأسه في أنابوليس رويال، نوفا سكوشا

## وصلات خارجية
- Biography at the Dictionary of Canadian Biography Online